# 奧地利路斯登洛體育會
奧地利路斯登洛體育會（德語：SC Austria Lustenau）是一支位於奧地利的職業足球會，目前於奥地利足球甲級聯賽角逐。

## 外部連結
- （德文） Official website